# Comtat de Beauvais
El comtat de Beauvais fou una jurisdicció feudal de França al nord de París.
Pipí (II), fill de Bernat d'Itàlia, apareix com a comte al nord del Sena vers el 840. Un fill de nom Bernat fou després comte al Laonnais i un de nom Pipí al nord del Sena, esmentat per primer cop el 877 i que apareix fins al 893; el seu fill Bernat I el va succeir encara jove; apareix esmentat en una carta del rei Lluís IV el 25 de juliol del 936 i va morir el 949 o poc després (és esmentat per darrer cop el 10 de novembre del 949) sent el primer que portà el títol de comte de Beauvais; un nebot seu, Teodoric, és esmentat amb títol de comte el 949 però no se sap si ho fou del Beauvais o si era només un títol honorífic.
Les notícies desapareixen durant la resta del segle. Hauria passat a Vermandois i llavors a Blois (després del 860) pel matrimoni de Tibaut I (+975) amb Luitgarda de Vermandois que l'hauria rebut per cessió del seu germà Albert I de Vermandois; a Tibaut el va succeir el seu fill Eudes I (975-995) i a aquest el seu germà Tibaut II (995-1004) que fou succeït pel seu germà Eudes II (1004-1037).
El 14 de juny del 988 apareix esmentat "Rogerius notarius regis", després "Rogerius Protocancellarius" el 996, que fou senyor del castell de Nogent-le-Roi i bisbe de Beauvais (després del 998 i abans del 1002). El 1015 el bisbe va rebre el títol afegit de comte de Beauvais (comitatus Beluacensis) per donació d'Odonis…comitis (que és el comte Eudes II) segons confirmació del rei de França, havent renunciat al "castro Syncerrio in Bituricensi territorio sito" (Sancerre, que era patrimoni del bisbat). Va morir el 24 de juny de 1024.
Posteriorment el comtat va quedar lligat al bisbat. Cadascun dels bisbes fou comte de Beauvais.

## Llista de comtes
- Pipí I vers 840
- Pipí II vers 877 i 893
- Bernat ?-949
- Teodoric (?) 949-?
- Albert de Vermandois ?-?
- Tibaut/Tibald o Teobald I ?-975, comte de Blois i de Chartres.
- Eudes I de Blois 975-995, comte de Blois, Chartres, Tours, Chateaudun, Provins i Reims.
- Tibaut/Tibald o Teobald II 995-1004 comte de Blois, Chartres, Tours, Chateaudun, Provins i Reims
- Eudes II 1004-1015 comte de Blois, Chartres, Tours, Chateaudun, Provins, Reims, Meaux i Troyes
- Roger, bisbe de Beauvais, 1015-1024
- Als successius bisbes de Beauvais després de 1024.